# Rue Titien
La rue Titien est une voie du 13e arrondissement de Paris.

## Situation et accès
La rue Titien, située dans le quartier de la Salpêtrière, débute au no 104, boulevard de l'Hôpital et se termine au no 1, rue du Banquier.  
Elle est accessible par la ligne 5 à la station Campo-Formio.

## Origine du nom
Comme un grand nombre de rues dans ce secteur, la rue porte le nom d'un peintre, en l'espèce Titien (1488-1576),

## Historique
Cette rue a été ouverte sous le nom de « rue d'Ivry » à la fin du XVIIIe siècle à côté de la barrière des Deux-Moulins (ou barrière d'Ivry) qui donnait accès au hameau d'Ivry-sur-Seine nommé « village des Deux-Moulins » (renommé « village d'Austerlitz » en 1806) avant son incorporation à Paris en 1811.
Elle prend sa dénomination actuelle par un décret en date du 24 août 1864. 

## Bâtiments remarquables et lieux de mémoire
- La rue débouche sur l'arrière de l'École nationale de chimie physique et biologie.